# 洞上恵理
洞上 恵理（ほらがみ えり）は、東京都港区出身のシンガーソングライター、音楽家、デザイナー、イラストレーターである。GAME GIRLの名義でボーカル、作詞、作曲を行う。
水原希子がイメージモデルをつとめる人気ブランド『SLY』やシューズブランド『RANDA』をはじめとするファッションブランドCM、また岸さゆみアートブック『HENGE DASSEN』PV等に歌唱・楽曲提供。子育てにフォーカスしたブランド『First Portrait WHITE LABEL』CMでは、作詞作曲ボーカルの他にナレーションも行っている。
またデザイナー、イラストレーターとして伊勢丹広告・カタログイラスト、フジテレビジョン「秘密倶楽部o-daiba.com」を始め、開局特番ロゴ、キャラクター、DVD、webアートディレクション&デザインを手がけ、DJ OZMAツアーグッズMCコリアイラストレーション、スマーフ男組CM、任天堂DS「メテオス」、ファッション誌「SWEET」イラストなど様々な媒体で活動。漫画家しりあがり寿『pieces of 3.11 「3月11日のかけら」』のアニメーション制作に参加。